# 莫斯科合唱猶太會堂

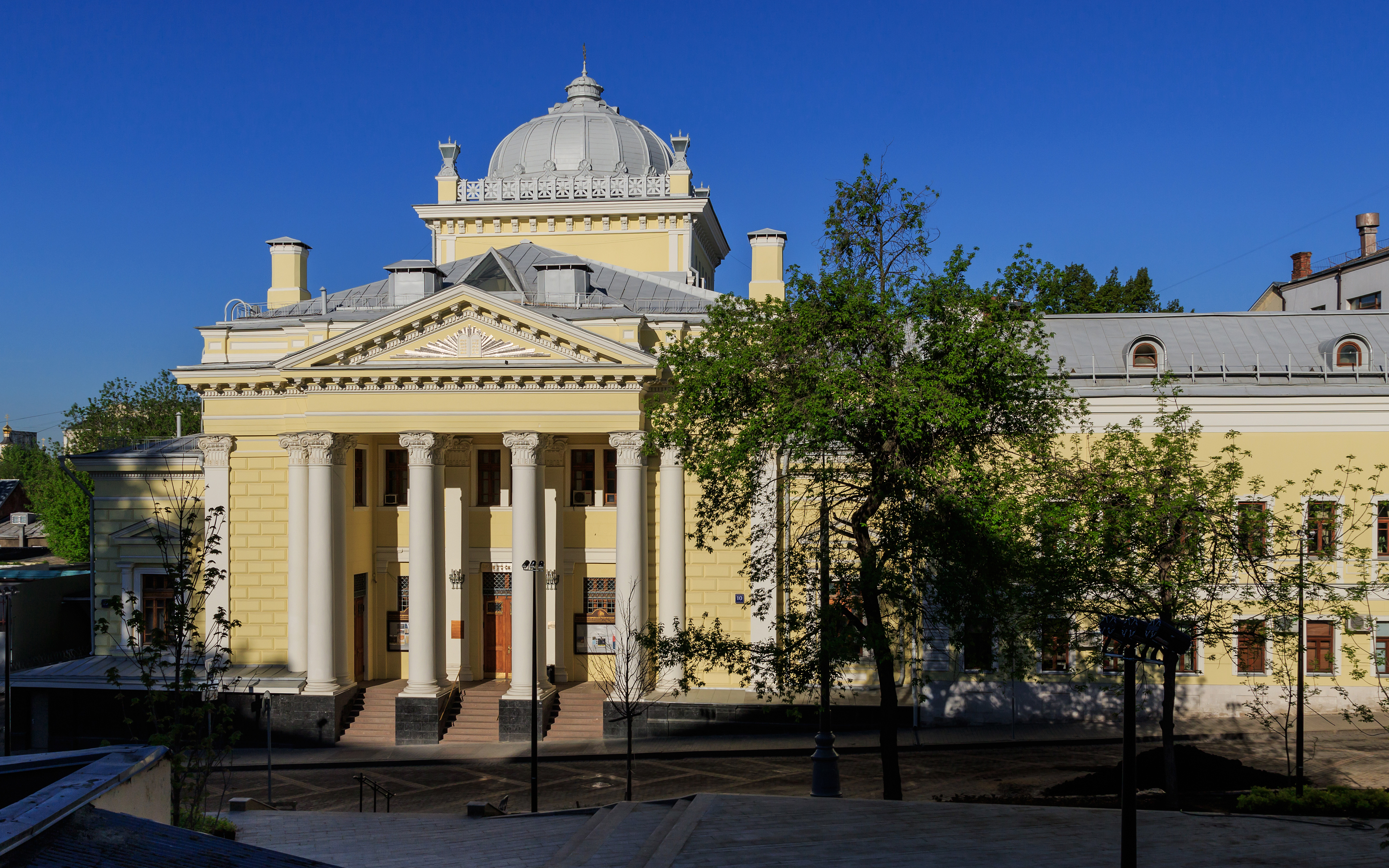
莫斯科合唱猶太會堂

莫斯科合唱猶太會堂（羅馬化：Moskovskaya Khoralnaya Sinagoga）是俄羅斯主要的猶太會堂之一，位於莫斯科市中心。

## 外部連結
- （俄文） History, the Jewish Congress

55°45′20″N 37°38′07″E / 55.7556°N 37.6353°E